# موليك عليا
موليك عليا هي قرية في مقاطعة ماكو، إيران. يقدر عدد سكانها بـ 98 نسمة بحسب إحصاء 2016.